# Großer Preis der USA Ost 1977
Der Große Preis der USA Ost 1977 (offiziell XX Toyota United States Grand Prix) fand am 2. Oktober auf dem Watkins Glen Grand Prix Race Course in Watkins Glen statt und war das 15. Rennen der Automobil-Weltmeisterschaft 1977.

## Berichte

### Hintergrund
Da ATS, RAM sowie einige weitere kleine Teams beschlossen hatten, nicht an den finalen Überseerennen teilzunehmen, war die Meldeliste für den USA-Grand-Prix mit 27 Piloten vergleichsweise übersichtlich, so dass sich die Frage nach einer eventuellen Vorqualifikation nicht stellte.
Der einzige Zuwachs erfolgte durch das einheimische Privatteam Interscope, welches einen Penske PC4 für den Formel-1-Neuling Danny Ongais meldete.
Jean-Pierre Jarier ließ sich von seinem ATS-Vertrag freistellen, um Riccardo Patrese bei Shadow zu vertreten, da dieser an einem parallel stattfindenden Formel-2-Rennen in Italien teilnahm.
Nachdem die Scuderia Ferrari verkündet hatte, dass Niki Lauda ab der Folgesaison durch Gilles Villeneuve ersetzt werde, war aufgrund von Streitigkeiten nicht klar, wie viele der verbleibenden drei Rennen Lauda, dem seit dem Großen Preis von Italien nur noch ein Punkt zum Titelgewinn fehlte, noch für die Scuderia Ferrari bestreiten würde. Das Team Lotus kündigte ebenfalls bereits an, dass man Ronnie Peterson als Nachfolger von Gunnar Nilsson für die Saison 1978 unter Vertrag genommen habe.
Clay Regazzoni bestritt seinen 100. Grand Prix.

### Training
James Hunt, der mit dem McLaren M26 inzwischen ebenso gute Resultate erzielte wie mit dem M23 im Vorjahr, sicherte sich die Pole-Position vor Hans-Joachim Stuck, der im Brabham BT45B eine starke Trainingsleistung zeigte. Sein Teamkollege John Watson komplettierte als Dritter ein gutes Trainingsergebnis für das Brabham-Team. Mario Andretti qualifizierte sich im Lotus 78 für den vierten Startplatz vor Ronnie Peterson auf Tyrrell P34 und Carlos Reutemann im Ferrari 312T2.

### Rennen
Auf feuchter Strecke riskierte Watson als einziger der Spitzenpiloten einen Start auf Slicks, was zur Folge hatte, dass er innerhalb kurzer Zeit bis ans Ende des Feldes zurückfiel. Unterdessen übernahm sein Teamkollege Stuck die Führung vor Hunt, Andretti, Reutemann, Peterson, Lauda und Jody Scheckter. Der Südafrikaner fand während der folgenden Runden seinen Weg vorbei an drei Konkurrenten.
Nach wie vor in Führung liegend drehte sich Stuck in der 14. Runde aufgrund eines Kupplungsschadens ins Aus. Er konnte das Rennen nicht fortsetzen. Die dadurch hergestellte Reihenfolge an der Spitze mit Hunt vor Andretti, Scheckter und Lauda änderte sich daraufhin bis ins Ziel nicht mehr. Lauda holte damit mehr als den für den Titelgewinn benötigten Punkt und trat danach in den verbleibenden zwei Saisonrennen nicht mehr an. Clay Regazzoni überholte in der 23. Runde Reutemann und erreichte somit den fünften Rang.

## Meldeliste
| Team                            | Nr. | Fahrer                | Chassis         | Motor                     | Reifen |
| ------------------------------- | --- | --------------------- | --------------- | ------------------------- | ------ |
| Marlboro Team McLaren           | 01  | James Hunt            | McLaren M26     | Ford Cosworth DFV 3.0 V8  | G      |
| Marlboro Team McLaren           | 02  | Jochen Mass           | McLaren M26     | Ford Cosworth DFV 3.0 V8  | G      |
| Elf Team Tyrrell                | 03  | Ronnie Peterson       | Tyrrell P34     | Ford Cosworth DFV 3.0 V8  | G      |
| Elf Team Tyrrell                | 04  | Patrick Depailler     | Tyrrell P34     | Ford Cosworth DFV 3.0 V8  | G      |
| John Player Team Lotus          | 05  | Mario Andretti        | Lotus 78        | Ford Cosworth DFV 3.0 V8  | G      |
| John Player Team Lotus          | 06  | Gunnar Nilsson        | Lotus 78        | Ford Cosworth DFV 3.0 V8  | G      |
| Martini Racing                  | 07  | John Watson           | Brabham BT45B   | Alfa Romeo 115-12 3.0 F12 | G      |
| Martini Racing                  | 08  | Hans-Joachim Stuck    | Brabham BT45B   | Alfa Romeo 115-12 3.0 F12 | G      |
| Hollywood March Racing          | 09  | Alex Ribeiro          | March 761B      | Ford Cosworth DFV 3.0 V8  | G      |
| Team Rothmans International     | 10  | Ian Scheckter         | March 771       | Ford Cosworth DFV 3.0 V8  | G      |
| Scuderia Ferrari SpA SEFAC      | 11  | Niki Lauda            | Ferrari 312T2   | Ferrari 015 3.0 F12       | G      |
| Scuderia Ferrari SpA SEFAC      | 12  | Carlos Reutemann      | Ferrari 312T2   | Ferrari 015 3.0 F12       | G      |
| Interscope Racing               | 14  | Danny Ongais          | Penske PC4      | Ford Cosworth DFV 3.0 V8  | G      |
| Équipe Renault Elf              | 15  | Jean-Pierre Jabouille | Renault RS01    | Renault EF1 1.5 V6t       | M      |
| Shadow Racing Team              | 16  | Jean-Pierre Jarier    | Shadow DN8      | Ford Cosworth DFV 3.0 V8  | G      |
| Shadow Racing Team              | 17  | Alan Jones            | Shadow DN8      | Ford Cosworth DFV 3.0 V8  | G      |
| Durex Team Surtees              | 18  | Hans Binder           | Surtees TS19    | Ford Cosworth DFV 3.0 V8  | G      |
| Beta Team Surtees               | 19  | Vittorio Brambilla    | Surtees TS19    | Ford Cosworth DFV 3.0 V8  | G      |
| Walter Wolf Racing              | 20  | Jody Scheckter        | Wolf WR1        | Ford Cosworth DFV 3.0 V8  | G      |
| Team Tissot Ensign with Castrol | 22  | Clay Regazzoni        | Ensign N177     | Ford Cosworth DFV 3.0 V8  | G      |
| Theodore Racing Hong Kong       | 23  | Patrick Tambay        | Ensign N177     | Ford Cosworth DFV 3.0 V8  | G      |
| Penthouse Rizla Racing          | 24  | Rupert Keegan         | Hesketh 308E    | Ford Cosworth DFV 3.0 V8  | G      |
| Hesketh Racing                  | 25  | Ian Ashley            | Hesketh 308E    | Ford Cosworth DFV 3.0 V8  | G      |
| Ligier Gitanes                  | 26  | Jacques Laffite       | Ligier JS7      | Matra MS76 3.0 V12        | G      |
| Williams Grand Prix Engineering | 27  | Patrick Nève          | March 761       | Ford Cosworth DFV 3.0 V8  | G      |
| Copersucar-Fittipaldi           | 28  | Emerson Fittipaldi    | Copersucar FD05 | Ford Cosworth DFV 3.0 V8  | G      |
| Chesterfield Racing             | 30  | Brett Lunger          | McLaren M23     | Ford Cosworth DFV 3.0 V8  | G      |

## Klassifikationen

### Startaufstellung
| Pos. | Fahrer                | Konstrukteur       | Zeit     | Ø-Geschwindigkeit | Start |
| ---- | --------------------- | ------------------ | -------- | ----------------- | ----- |
| 01   | James Hunt            | McLaren-Ford       | 1:40,863 | 193,986 km/h      | 01    |
| 02   | Hans-Joachim Stuck    | Brabham-Alfa Romeo | 1:41,138 | 193,458 km/h      | 02    |
| 03   | John Watson           | Brabham-Alfa Romeo | 1:41,193 | 193,353 km/h      | 03    |
| 04   | Mario Andretti        | Lotus-Ford         | 1:41,481 | 192,805 km/h      | 04    |
| 05   | Ronnie Peterson       | Tyrrell-Ford       | 1:41,908 | 191,997 km/h      | 05    |
| 06   | Carlos Reutemann      | Ferrari            | 1:41,952 | 191,914 km/h      | 06    |
| 07   | Niki Lauda            | Ferrari            | 1:42,089 | 191,656 km/h      | 07    |
| 08   | Patrick Depailler     | Tyrrell-Ford       | 1:42,238 | 191,377 km/h      | 08    |
| 09   | Jody Scheckter        | Wolf-Ford          | 1:42,315 | 191,233 km/h      | 09    |
| 10   | Jacques Laffite       | Ligier-Matra       | 1:42,640 | 190,627 km/h      | 10    |
| 11   | Vittorio Brambilla    | Surtees-Ford       | 1:42,786 | 190,357 km/h      | 11    |
| 12   | Gunnar Nilsson        | Lotus-Ford         | 1:42,815 | 190,303 km/h      | 12    |
| 13   | Alan Jones            | Shadow-Ford        | 1:43,019 | 189,926 km/h      | 13    |
| 14   | Jean-Pierre Jabouille | Renault            | 1:43,069 | 189,834 km/h      | 14    |
| 15   | Jochen Mass           | McLaren-Ford       | 1:43,242 | 189,516 km/h      | 15    |
| 16   | Jean-Pierre Jarier    | Shadow-Ford        | 1:43,516 | 189,014 km/h      | 16    |
| 17   | Brett Lunger          | McLaren-Ford       | 1:43,698 | 188,683 km/h      | 17    |
| 18   | Emerson Fittipaldi    | Copersucar-Ford    | 1:43,938 | 188,247 km/h      | 18    |
| 19   | Clay Regazzoni        | Ensign-Ford        | 1:44,208 | 187,759 km/h      | 19    |
| 20   | Rupert Keegan         | Hesketh-Ford       | 1:44,550 | 187,145 km/h      | 20    |
| 21   | Ian Scheckter         | March-Ford         | 1:44,702 | 186,873 km/h      | 21    |
| 22   | Ian Ashley            | Hesketh-Ford       | 1:45,100 | 186,166 km/h      | 22    |
| 23   | Alex Ribeiro          | March-Ford         | 1:45,473 | 185,507 km/h      | 23    |
| 24   | Patrick Nève          | March-Ford         | 1:45,845 | 184,855 km/h      | 24    |
| 25   | Hans Binder           | Surtees-Ford       | 1:45,880 | 184,794 km/h      | 25    |
| 26   | Danny Ongais          | Penske-Ford        | 1:46,070 | 184,463 km/h      | 26    |
| DNQ  | Patrick Tambay        | Ensign-Ford        | 1:49,435 | 178,791 km/h      | –     |

### Rennen
| Pos. | Fahrer                | Konstrukteur       | Runden | Stopps | Zeit        | Start | Schnellste Runde |
| ---- | --------------------- | ------------------ | ------ | ------ | ----------- | ----- | ---------------- |
| 01   | James Hunt            | McLaren-Ford       | 59     | 0      | 1:58:23,267 | 01    | 1:52,890         |
| 02   | Mario Andretti        | Lotus-Ford         | 59     | 0      | + 2,026     | 04    | 1:53,403         |
| 03   | Jody Scheckter        | Wolf-Ford          | 59     | 0      | + 1:18,879  | 09    | 1:58,332         |
| 04   | Niki Lauda            | Ferrari            | 59     | 0      | + 1:40,615  | 07    | 1:58,924         |
| 05   | Clay Regazzoni        | Ensign-Ford        | 59     | 0      | + 1:48,138  | 19    | 1:57,401         |
| 06   | Carlos Reutemann      | Ferrari            | 58     | 0      | + 1 Runde   | 06    | 1:59,392         |
| 07   | Jacques Laffite       | Ligier-Matra       | 58     | 0      | + 1 Runde   | 10    | 1:59,787         |
| 08   | Rupert Keegan         | Hesketh-Ford       | 58     | 0      | + 1 Runde   | 20    | 1:59,155         |
| 09   | Jean-Pierre Jarier    | Shadow-Ford        | 58     | 0      | + 1 Runde   | 16    | 1:58,260         |
| 10   | Brett Lunger          | McLaren-Ford       | 57     | 0      | + 2 Runden  | 17    | 1:58,383         |
| 11   | Hans Binder           | Surtees-Ford       | 57     | 0      | + 2 Runden  | 25    | 1:57,779         |
| 12   | John Watson           | Brabham-Alfa Romeo | 57     | 3      | + 2 Runden  | 03    | 1:57,901         |
| 13   | Emerson Fittipaldi    | Copersucar-Ford    | 57     | 0      | + 2 Runden  | 18    |                  |
| 14   | Patrick Depailler     | Tyrrell-Ford       | 56     | 0      | + 3 Runden  | 08    | 2:01,344         |
| 15   | Alex Ribeiro          | March-Ford         | 56     | 0      | + 3 Runden  | 23    |                  |
| 16   | Ronnie Peterson       | Tyrrell-Ford       | 56     | 1      | + 3 Runden  | 05    | 1:51,854 (56.)   |
| 17   | Ian Ashley            | Hesketh-Ford       | 55     | 0      | + 4 Runden  | 22    | 1:58,455         |
| 18   | Patrick Nève          | March-Ford         | 55     | 0      | + 4 Runden  | 24    | 2:02,630         |
| 19   | Vittorio Brambilla    | Surtees-Ford       | 54     | 1      | + 5 Runden  | 11    | 2:01,015         |
| –    | Jean-Pierre Jabouille | Renault            | 30     | 0      | DNF         | 14    | 2:03,564         |
| –    | Gunnar Nilsson        | Lotus-Ford         | 17     | 0      | DNF         | 12    | 2:03,437         |
| –    | Hans-Joachim Stuck    | Brabham-Alfa Romeo | 14     | 0      | DNF         | 02    | 2:00,699         |
| –    | Ian Scheckter         | March-Ford         | 10     | 0      | DNF         | 21    | 2:05,665         |
| –    | Jochen Mass           | McLaren-Ford       | 8      | 0      | DNF         | 15    | 2:01,131         |
| –    | Danny Ongais          | Penske-Ford        | 6      | 0      | DNF         | 26    | 2:06,808         |
| –    | Alan Jones            | Shadow-Ford        | 3      | 0      | DNF         | 13    | 2:06,528         |

## WM-Stände nach dem Rennen
Die ersten sechs des Rennens bekamen 9, 6, 4, 3, 2 bzw. 1 Punkt(e). Es zählten nur die besten acht Ergebnisse aus den ersten neun Rennen und die besten sieben Ergebnisse aus den letzten acht Rennen. In der Konstrukteurswertung zählte nur das Ergebnis des bestplatzierten Fahrers eines Teams. Streichresultate sind in Klammern gesetzt.

### Fahrerwertung
| Pos. | Fahrer             | Konstrukteur                    | Punkte |
| ---- | ------------------ | ------------------------------- | ------ |
| 01   | Niki Lauda         | Ferrari                         | 72     |
| 02   | Mario Andretti     | Lotus-Ford                      | 47     |
| 03   | Jody Scheckter     | Wolf-Ford                       | 46     |
| 04   | Carlos Reutemann   | Ferrari                         | 36     |
| 05   | James Hunt         | McLaren-Ford                    | 31     |
| 06   | Jochen Mass        | McLaren-Ford                    | 21     |
| 07   | Gunnar Nilsson     | Lotus-Ford                      | 20     |
| 08   | Jacques Laffite    | Ligier-Matra                    | 16     |
| 09   | Alan Jones         | Shadow-Ford                     | 16     |
| 10   | Hans-Joachim Stuck | March-Ford / Brabham-Alfa Romeo | 12     |
| 11   | Emerson Fittipaldi | Copersucar-Ford                 | 11     |
| 12   | Patrick Depailler  | Tyrrell-Ford                    | 10     |
| 13   | John Watson        | Brabham-Alfa Romeo              | 9      |
| 14   | Ronnie Peterson    | Tyrrell-Ford                    | 7      |
| 15   | Carlos Pace †      | Brabham-Alfa Romeo              | 6      |
| 16   | Vittorio Brambilla | Surtees-Ford                    | 5      |
| 17   | Clay Regazzoni     | Ensign-Ford                     | 5      |
| 18   | Patrick Tambay     | Ensign-Ford                     | 3      |
| 19   | Renzo Zorzi        | Shadow-Ford                     | 1      |
| 20   | Jean-Pierre Jarier | Penske-Ford / Shadow-Ford       | 1      |
| 21   | Rupert Keegan      | Hesketh-Ford                    | 0      |
| 22   | Patrick Nève       | March-Ford                      | 0      |
| 23   | Vern Schuppan      | Surtees-Ford                    | 0      |

| Pos. | Fahrer                | Konstrukteur               | Punkte |
| ---- | --------------------- | -------------------------- | ------ |
| 24   | Ingo Hoffmann         | Copersucar-Ford            | 0      |
| 25   | Alex Ribeiro          | March-Ford                 | 0      |
| 26   | Hans Binder           | Surtees-Ford / Penske-Ford | 0      |
| 27   | Riccardo Patrese      | Shadow-Ford                | 0      |
| 28   | Harald Ertl           | Hesketh-Ford               | 0      |
| 29   | Jackie Oliver         | Shadow-Ford                | 0      |
| 30   | Brett Lunger          | March-Ford / McLaren-Ford  | 0      |
| 31   | Brian Henton          | March-Ford                 | 0      |
| 32   | Jacky Ickx            | Ensign-Ford                | 0      |
| 33   | Ian Scheckter         | March-Ford                 | 0      |
| 34   | Gilles Villeneuve     | McLaren-Ford               | 0      |
| 35   | Larry Perkins         | B.R.M. / Surtees-Ford      | 0      |
| 36   | David Purley          | LEC-Ford                   | 0      |
| 37   | Emilio de Villota     | McLaren-Ford               | 0      |
| 38   | Arturo Merzario       | March-Ford / Shadow-Ford   | 0      |
| 39   | Ian Ashley            | Hesketh-Ford               | 0      |
| –    | Tom Pryce †           | Shadow-Ford                | 0      |
| –    | Boy Hayje             | March-Ford                 | 0      |
| –    | Jean-Pierre Jabouille | Renault                    | 0      |
| –    | Héctor Rebaque        | Hesketh-Ford               | 0      |
| –    | Bruno Giacomelli      | McLaren-Ford               | 0      |
| –    | Danny Ongais          | Penske-Ford                | 0      |

### Konstrukteurswertung
| Pos. | Konstrukteur       | Punkte  |
| ---- | ------------------ | ------- |
| 01   | Ferrari            | 88 (91) |
| 02   | Lotus-Ford         | 62      |
| 03   | McLaren-Ford       | 47      |
| 04   | Wolf-Ford          | 46      |
| 05   | Brabham-Alfa Romeo | 27      |
| 06   | Shadow-Ford        | 17      |
| 07   | Tyrrell-Ford       | 17      |
| 08   | Ligier-Matra       | 16      |
| 09   | Copersucar-Ford    | 11      |

| Pos. | Konstrukteur | Punkte |
| ---- | ------------ | ------ |
| 10   | Ensign-Ford  | 8      |
| 11   | Surtees-Ford | 5      |
| 12   | Penske-Ford  | 1      |
| 13   | March-Ford   | 0      |
| 14   | Hesketh-Ford | 0      |
| 15   | LEC-Ford     | 0      |
| –    | B.R.M.       | 0      |
| –    | Renault      | 0      |